# Калифорнийский университет в Лос-Анджелесе
Калифорнийский университет в Лос-Анджелесе (англ. University of California, Los Angeles) — государственный исследовательский университет, расположенный в городе Лос-Анджелес в штате Калифорния, США. Вошёл в систему государственных университетов в 1919 году, став вторым кампусом общего назначения в системе Калифорнийского университета.
Английское название университета часто сокращается до UCLA (читается «ЮСиЭлЭй»), русское — до УКЛА — Университет Калифорнии в Лос-Анджелесе.
Калифорнийский университет в Лос-Анджелесе занимает 25 место в рейтинге национальных университетов издания U.S. News & World Report. В Академическом рейтинге университетов мира он занимает 12 позицию. В рейтинге международных университетов издания U.S. News & World Report университет занимает 8 место.

## Архитектура
Первые здания были спроектированы местной фирмой Allison & Allison. Неороманский стиль оставался преобладающим стилем здания до 1950-х годов, когда архитектор Уэлтон Беккет был нанят для надзора за расширением университетского городка в течение следующих двух десятилетий. Беккет значительно упростил общий облик университета, добавив несколько минималистских кирпичных зданий в форме плиты к югу от университетского городка, самый большой из которых — Медицинский центр UCLA.
Архитектурной доминантой кампуса является университетская библиотека, постороеная в неороманском стиле.

## География
Кампус университета занимает 1.7 квадратных километров в районе Вествуд, у южного подножия хребта Санта-Моники. В университете находятся 163 здания в различных архитектурных стилях. На территории кампуса находится большое количество площадей, полян, тропинок, парковок, аллей, дорог, общежитий, скверов, учебных заведений, кафе, ресторанов, и торговых автоматов с напитками и едой.

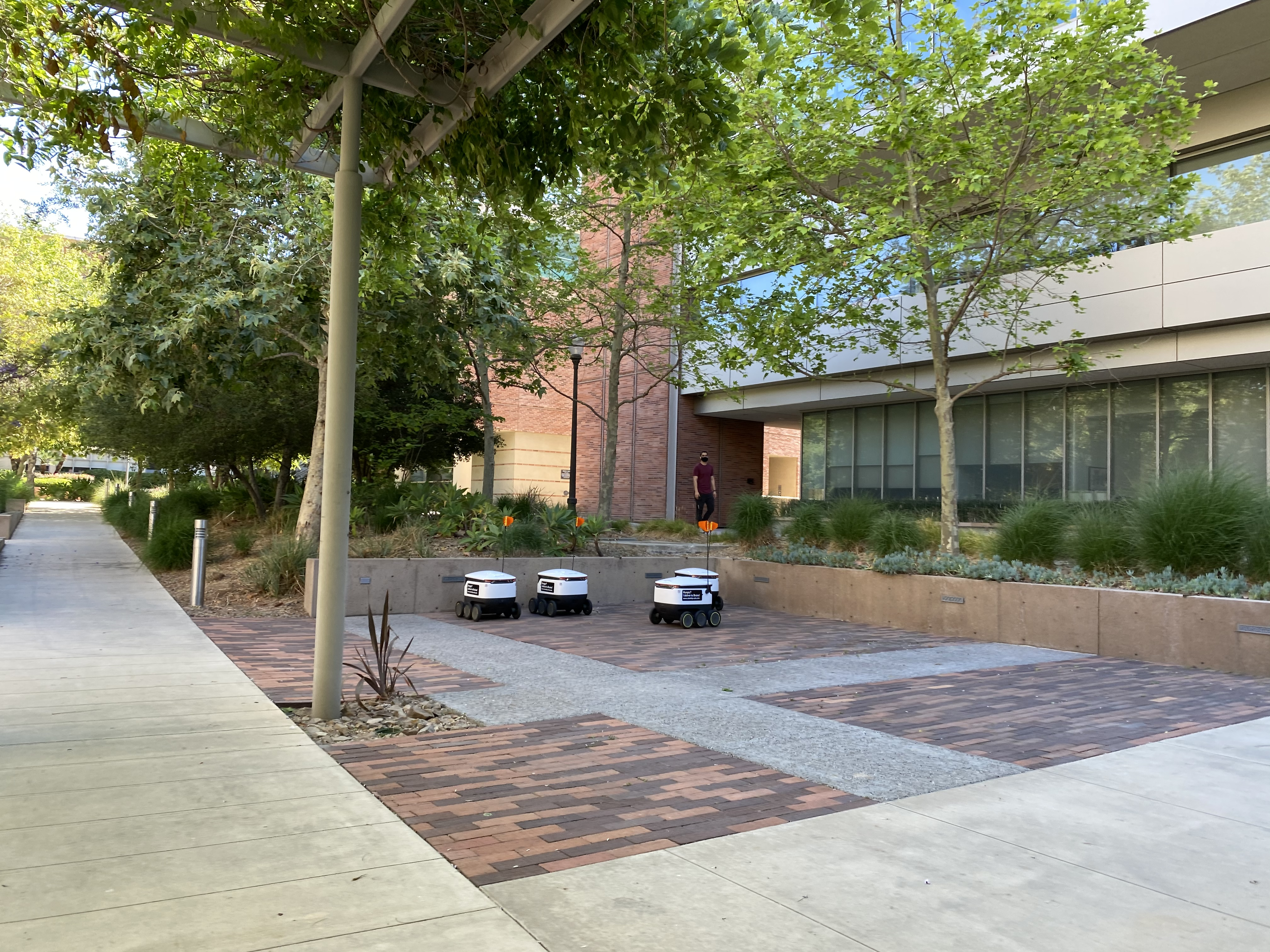
Беспилотные доставщики еды УКЛА

По территории кампуса ездят шестиколёсные беспилотники-доставщики еды, которые могут привезти еду или напиток в любую точку кампуса.
Целый блок университета занимает территория Биологических наук, в которую входят Здание Биологических Наук им. Терасаки, а также тепличный комплекс и ботанический сад, в котором растут редкие и исчезающие виды растений.

## Судебные разбирательства
В 2021 году проходил судебный процесс против гинеколога Джеймса Хипса, который работал в медицинском центре учебного заведения. Коллективный иск об изнасилованиях и домогательствах подали 6 тысяч женщин. Было принято решение о выплате жертвам 73 миллионов долларов. В 2022 году стало известно о том, что университет выплатит 243 миллиона долларов, их распределят между 203 женщинами.

## Галерея

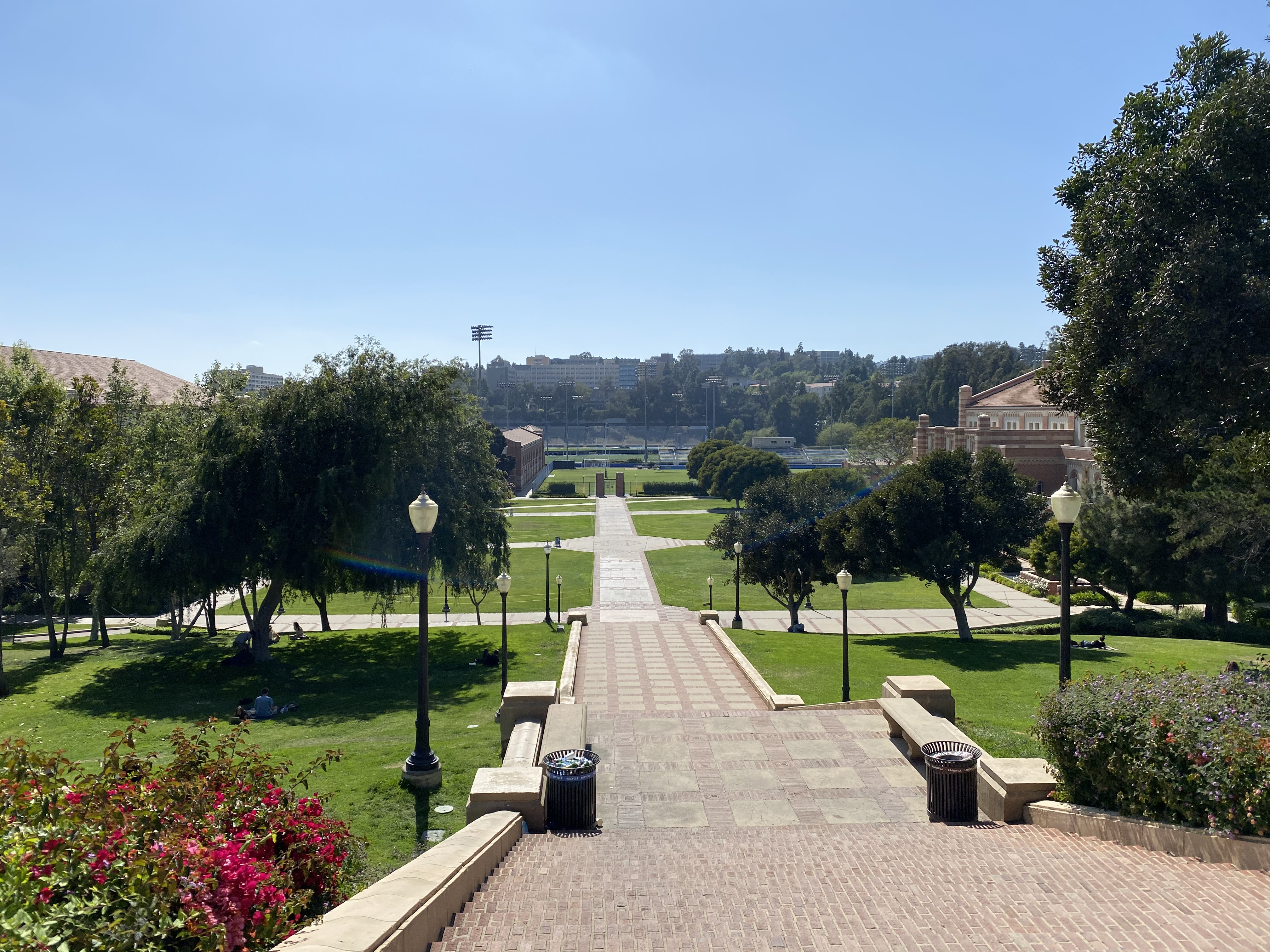
Огромная лестница. УКЛА

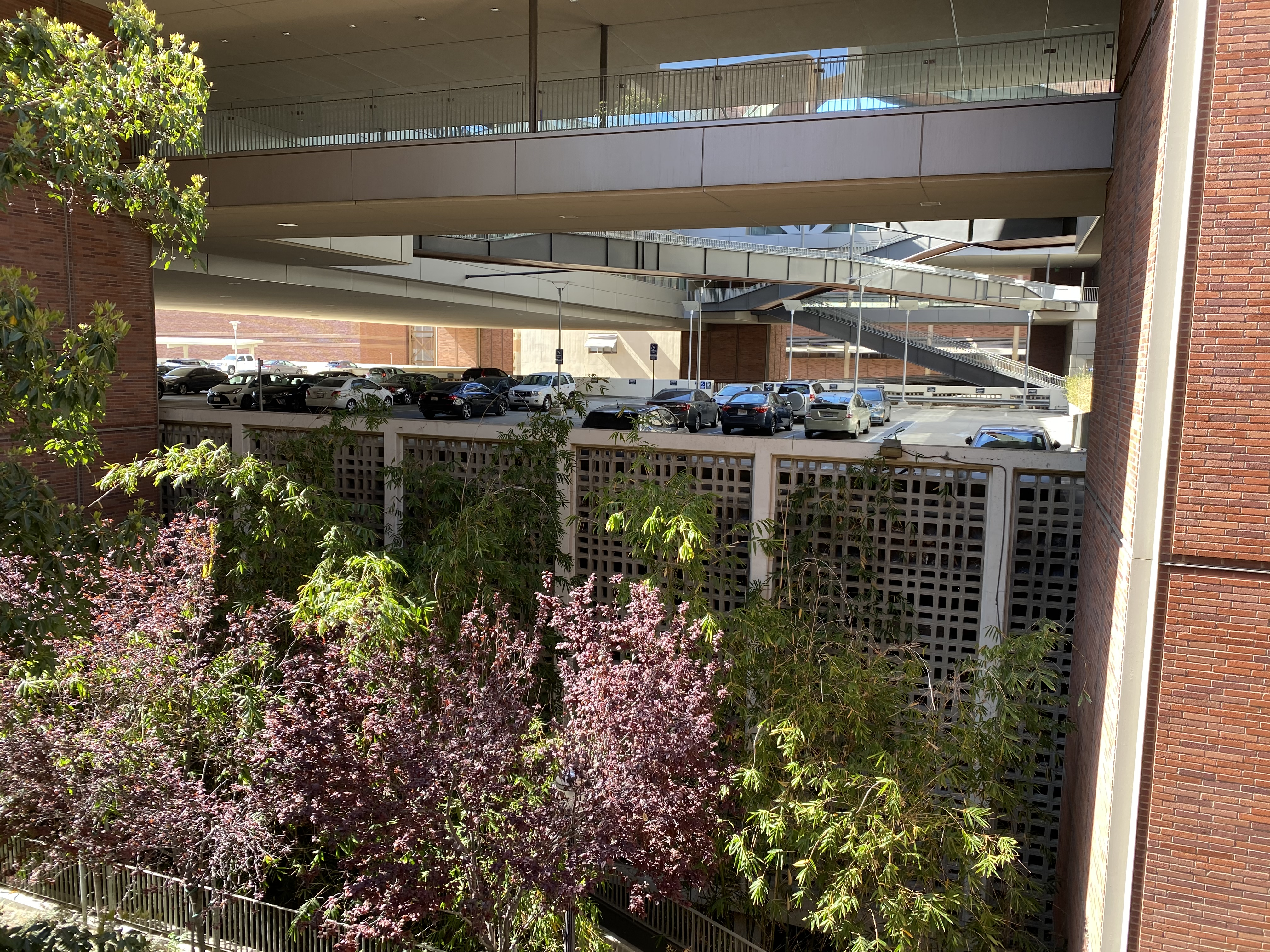
Территория у Здания нанотехнологий в кампусе УКЛА

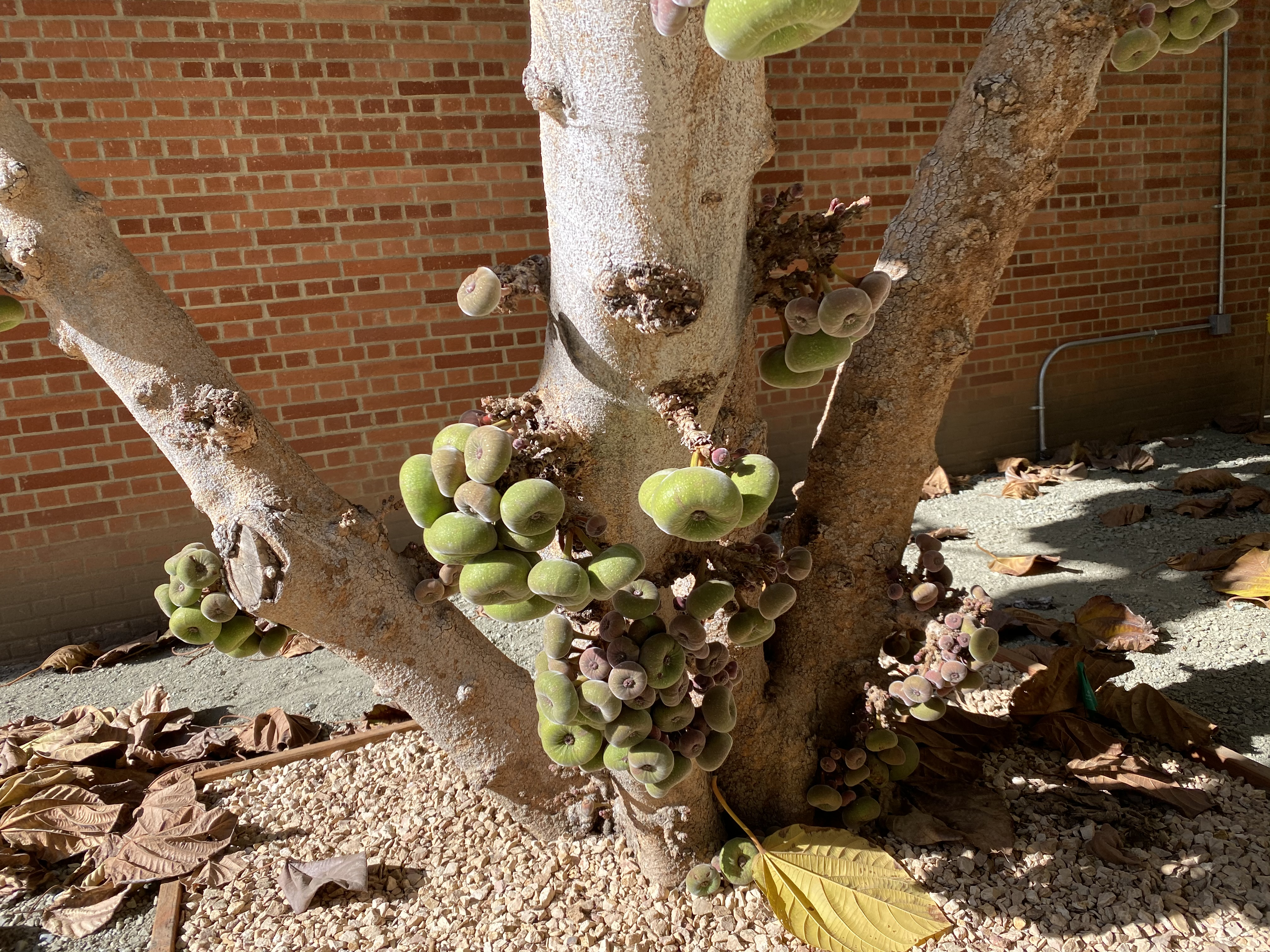
Фикус в ботаническом саду УКЛА

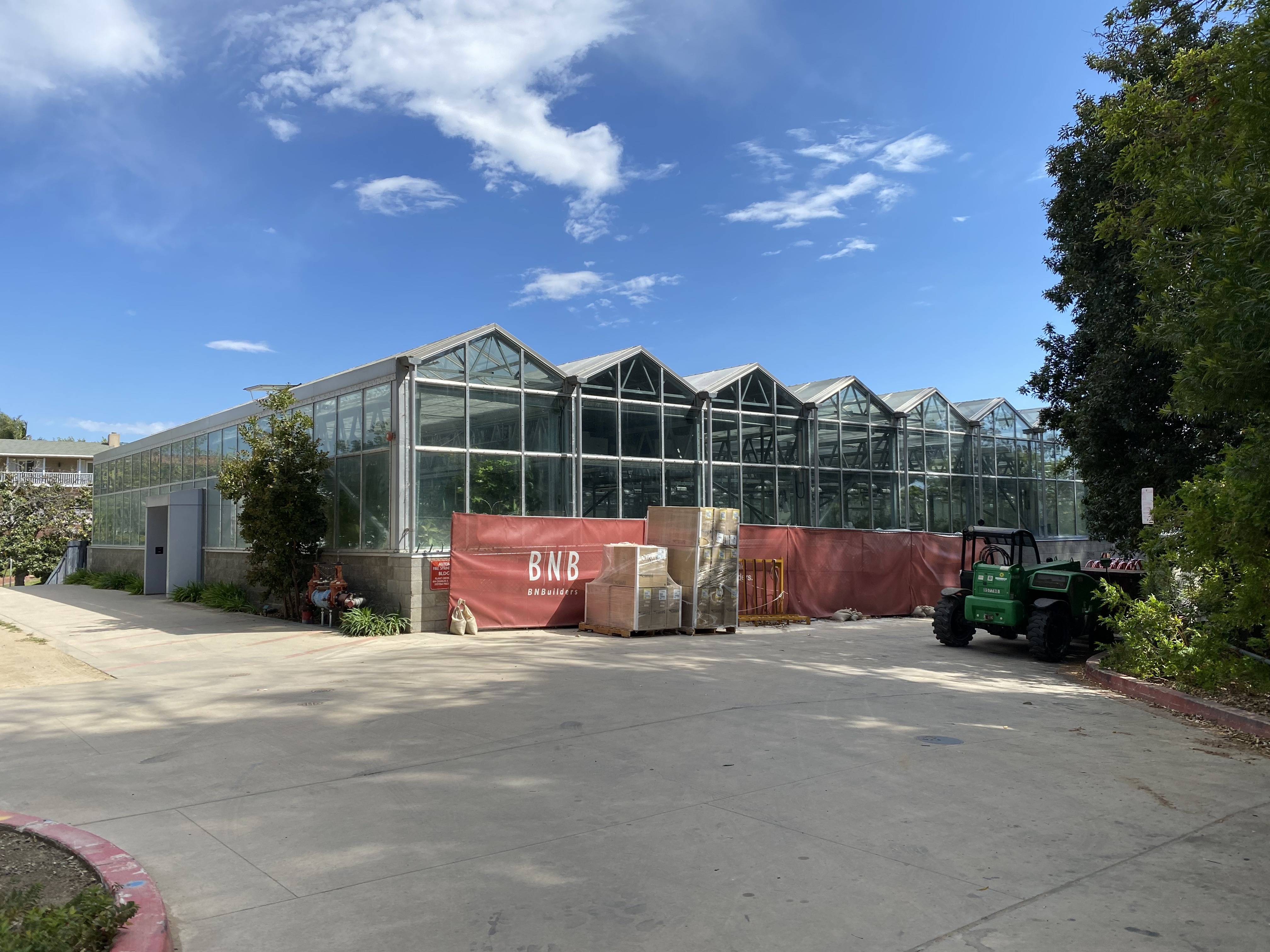
Тепличный комплекс Терасаки на территории кампуса УКЛА

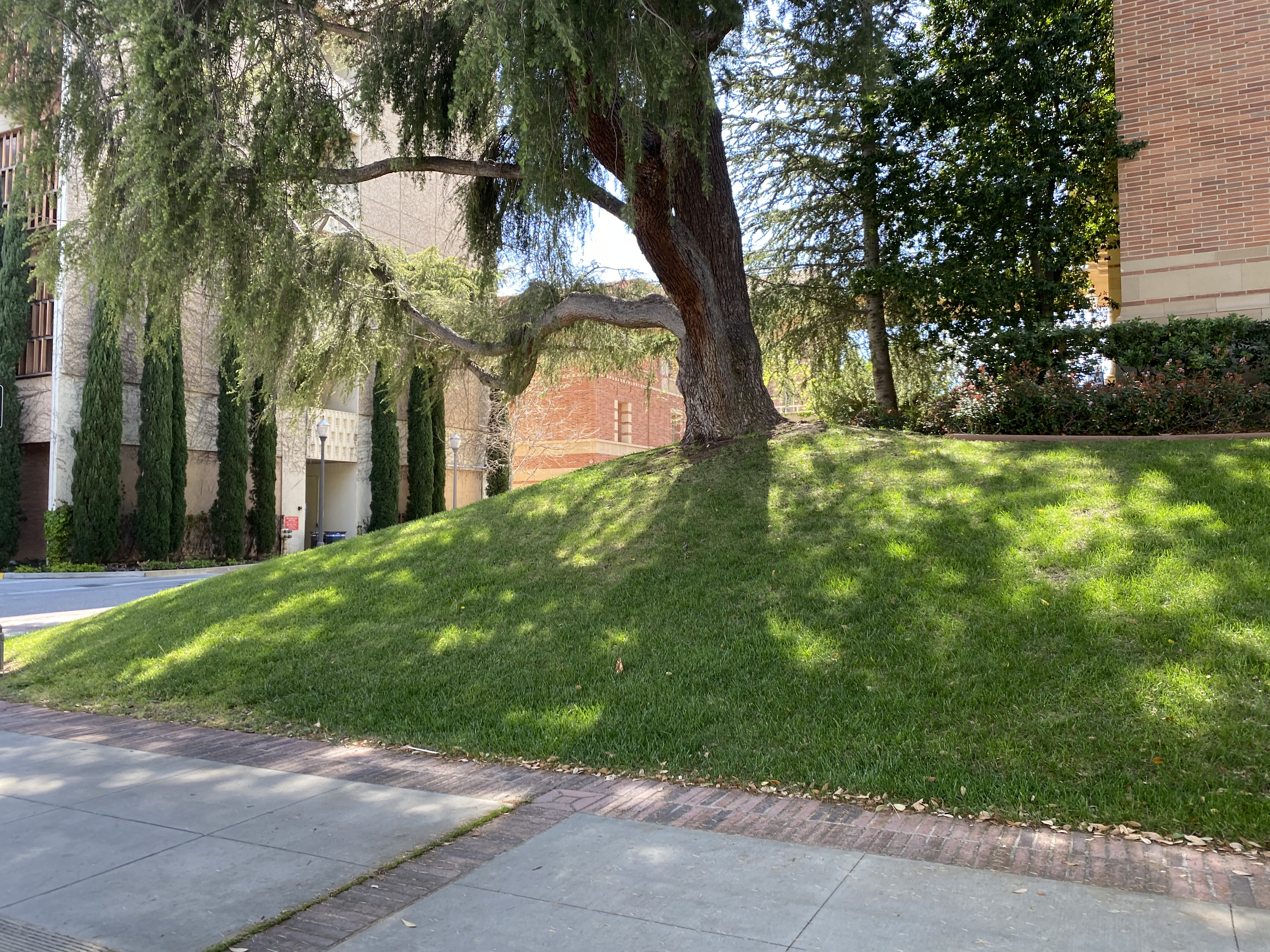
Поляна

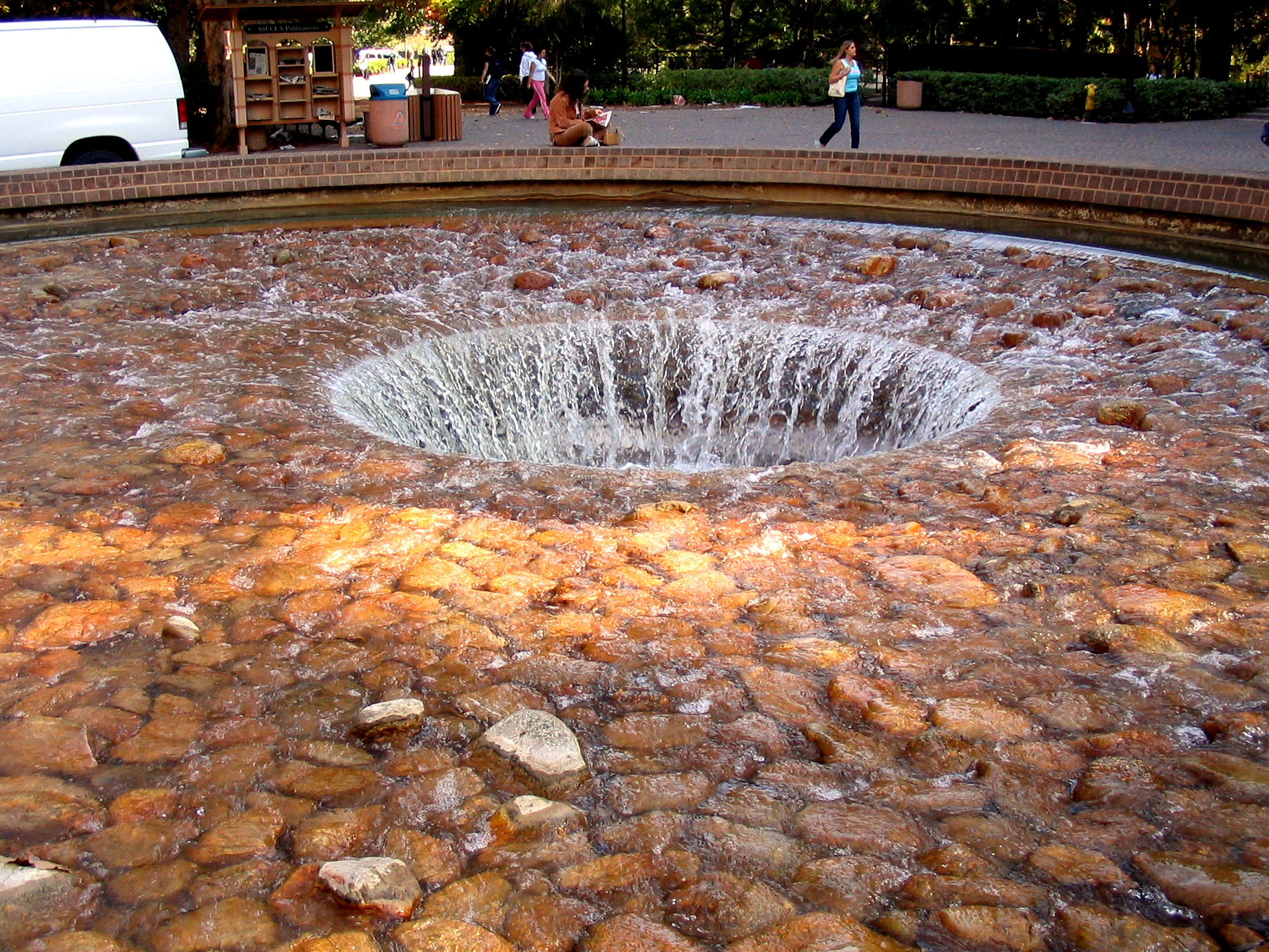
Перевёрнутый фонтан. Недалеко от Площади наук.

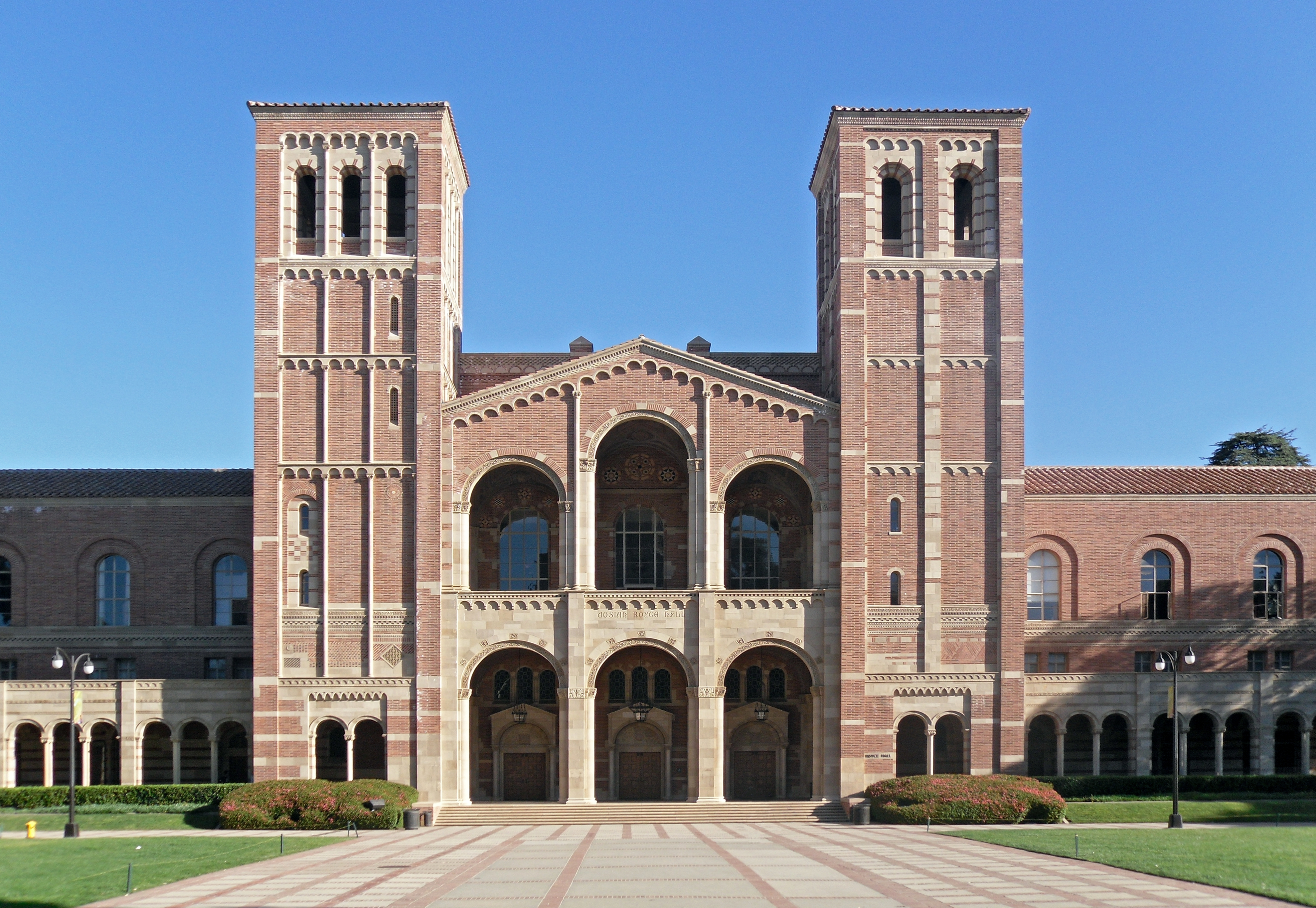
Royce Hall